# Indywidualne Mistrzostwa Europy Juniorów na Żużlu 2010
Indywidualne Mistrzostwa Europy Juniorów na Żużlu 2010 – cykl zawodów żużlowych, mających wyłonić najlepszych zawodników indywidualnych mistrzostw Europy juniorów do 19 lat w sezonie 2010. W finale zwyciężył Szwed Dennis Andersson.

## Finał
- Goričan, 24 lipca 2010

| Msc. | Zawodnik                 | Kraj      | Pkt   |             |  |
| ---- | ------------------------ | --------- | ----- | ----------- |  |
| 1    | Dennis Andersson         | Szwecja   | 14 +3 | (2,3,3,3,3) |  |
| 2    | Przemysław Pawlicki      | Polska    | 14 +2 | (3,3,3,2,3) |  |
| 3    | Patryk Dudek             | Polska    | 14 +1 | (3,3,3,3,2) |  |
| 4    | Dino Kovacic             | Chorwacja | 11    | (2,2,2,3,2) |  |
| 5    | Emil Pulczyński          | Polska    | 10    | (3,3,1,3,0) |  |
| 6    | Michael Jepsen Jensen    | Dania     | 10    | (3,1,2,2,2) |  |
| 7    | Witalij Biełousow        | Rosja     | 8     | (0,2,2,1,3) |  |
| 8    | Tobiasz Musielak         | Polska    | 8     | (2,2,1,2,1) |  |
| 9    | Łukasz Cyran             | Polska    | 6     | (2,w,1,2,1) |  |
| 10   | Timo Lahti               | Finlandia | 5     | (0,1,3,0,1) |  |
| 11   | Jonas Brøndum Andersen   | Dania     | 4     | (1,0,u,0,3) |  |
| 12   | Jan Holub                | Czechy    | 4     | (1,1,2,0,0) |  |
| 13   | Kacper Gomólski          | Polska    | 4     | (1,2,0,1,w) |  |
| 14   | Siergiej Karaczincew     | Rosja     | 4     | (1,1,1,1,–) |  |
| 15   | Philip Tirsdal           | Dania     | 1     | (0,0,0,1,w) |  |
| 16   | Andrij Kobrin            | Ukraina   | 0     | (0,u,d,0,d) |  |
|      | rez. Mateusz Łukaszewski | Polska    | 2     | (2)         |  |
|      | rez. Alexander Edberg    | Szwecja   | ns    |             |  |

## Bieg po biegu
1. Pawlicki, Andersson, Holub, Tirsdal
2. Jensen, Cyran, Gomólski, Bielousow
3. Pulczyński, Musielak, Andersen, Kobrin
4. Dudek, Kovacic, Karaczincew, Lahti
5. Dudek, Gomólski, Holub, Kobrin (u)
6. Pawlicki, Musielak, Karaczincew, Cyran (w/u)
7. Andersson, Kovacic, Jensen, Andersen
8. Pulczyński, Bielousow, Lahti, Tirsdal
9. Lahti, Holub, Cyran, Andersen (u)
10. Pawlicki, Kovacic, Pulczyński, Gomólski
11. Andersson, Bielousow, Karaczincew, Kobrin (d)
12. Dudek, Jensen, Musielak, Tirsdal
13. Pulczyński, Jensen, Karaczincew, Holub
14. Dudek, Pawlicki, Bielousow, Andersen
15. Andersson, Musielak, Gomólski, Lahti
16. Kovacic, Cyran, Tirsdal, Kobrin
17. Bielousow, Kovacic, Musielak, Holub
18. Pawlicki, Jensen, Lahti, Kobrin (d2)
19. Andersson, Dudek, Cyran, Pulczyński
20. Andersen, Lukaszewski, Gomólski (w/u), Tirsdal (w/u)
21. Bieg o miejsca 1-3: Andersson, Pawlicki, Dudek